# Dufourea muoti
Dufourea muoti är en biart som beskrevs av Joseph Vachal 1899. Dufourea muoti ingår i släktet solbin, och familjen vägbin. Inga underarter finns listade i Catalogue of Life.